# Коржево (Дубоссары)
Коржево (рум. Corjova; молд. Коржова; укр. Коржова) — де-факто микрорайон города Дубоссары, который Республика Молдова провозгласила селом-резиденцией коммуны Коржево, включающей также село Магала. Село выделено Республикой Молдовой в северной части г. Дубоссары в ПМР (от северных окраин Солнечного берега Дубоссар на границе с селом Кочиеры Молдавии до Коржевского кладбища). В микрорайоне находится Дубоссарская ГЭС на Днестре.
В настоящее время, Коржево частично находится под контролем Молдовы - в нём проводятся выборы в молдавские органы власти и функционирует школа с румынским языком обучения, подчиняющаяся министерству образования Молдовы .

## География

### Административная принадлежность
По административно-территориальному делению МССР село Коржево в 1951 году вошло в состав пгт Дубоссары. В ходе войны 1992 г. Молдова попыталась организовать виртуальное село Коржево в районе максимального продвижения молдавских войск в марте 1992 года (с которого они были отброшены вооружёнными силами Приднестровья в село Кочиеры в апреле-мае 1992 года), объявив его частью Молдовы, а не города Дубоссары, ПМР; однако субъекты экономики так и остались в городском подчинении и руководствуются законодательство ПМР.
в 1951 году Верховный Совет Молдавской ССР своим постановлением отнёс данный населённый пункт в ведение Дубоссарского совета народных депутатов, превратив, таким образом, в городской микрорайон. Город Дубоссары, а, следовательно, и микрорайон Коржево, находятся под юрисдикцией Приднестровской Молдавской Республики. Однако молдавская сторона по окончании войны 1992 года самовольно приняла решение о создании в Коржево подконтрольных Кишинёву местных органов власти. Также стоит напомнить, что во всех документах ОКК Коржево, начиная с самого первого заседания комиссии в августе 1992 года, значится, как дубоссарский микрорайон
В соответствии с принятым в августе 1992 года решением Объединенной контрольной комиссии, состоящей из представителей Молдавии, непризнанной Приднестровской Молдавской Республики и Российской Федерации, и согласно административно-территориальному делению Приднестровской Молдавской Республики является микрорайоном города Дубоссары, находящегося под юрисдикцией Приднестровской Молдавской Республики.
Особое негодование и возмущение общественности Дубоссар вызвала подготовка проведения выборов примара и советников в микрорайоне Коржево. Объявив Коржево селом, находящимся под юрисдикцией Молдовы, власти соседнего государства сознательно нагнетают обстановку в Зоне безопасности
Согласно административно-территориальному делению Молдавии, является селом рум. Corjova [Коржова] в составе района Дубэсарь Молдавии, состоящим из «деревень» рум. Corjova [Коржова] и Mahalа [Махала].

### Конфликт 2007—2011 годов
Коржево являлось местом провокаций Республики Молдовы в 2007—2011 годах, желавшей пересмотреть итоги Приднестровского конфликта и линию разграничения властей сторон, достигнутую после ввода миротворческих сил России по окончании вооружённого конфликта в Приднестровье (1992).
13 мая 2007 года милиция ПМР задержала Валерия Мицу — примара Коржовы (проживающего в Молдове в с. Кочиеры, за пределами микрорайона Коржево г. Дубоссары), поддерживавшего молдавское правительство, и Юрия Коцофана — члена местного совета Дубэсарьского района Молдовы в изгнании. 3 июня 2007 года Юрий Коцофан был снова задержан за нелегальное пересечение границы ПМР, вместе с Валентином Беслигом.
2 марта 2011 года Юрий Коцофан и Валерий Мицу были вновь задержаны.
10 марта 2011 года данный инцидент был рассмотрен на заседании Объединённой контрольной комиссии. В ходе его обсуждения ОКК указало на пункт 6 протокола № 496 от 12 июля 2003 года «О действиях представителей органов власти и полиции в микрорайоне г. Дубоссары „Коржево“, могущих привести к дестабилизации в этом районе Зоны Безопасности», в котором представителям правоохранительных органов Молдавии в ОКК было поручено «довести до руководства Республики Молдова и МВД РМ озабоченность ОКК невыполнением органами полиции Дубэсарского района Молдовы в изгнании решения ОКК (протокол № 15 от 14.08.1992, Временное положение о деятельности правоохранительных органов в Зонах с повышенным режимом безопасности, ст. 3)

### Разграничение зон ответственности силовых структур Молдавии и Приднестровья в миротворческой зоне

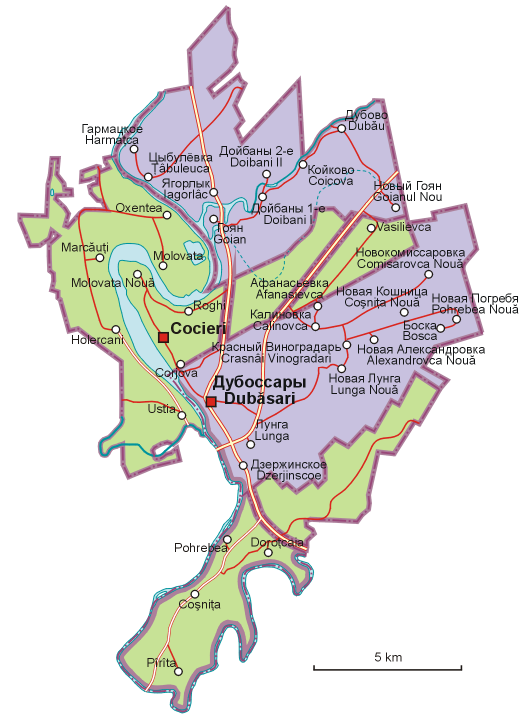
Зелёный: территории Дубоссарского района Молдавии; Сиреневый: территории Дубоссарского района Приднестровья

.
Микрорайон Коржево см. интерактивную карту г. Дубоссары, ПМР: включает в себя внутренние неформальные микрорайоны различных годов постройки:
1) на берегу Днестра — микрорайон Солнечный берег (ул. Набережная; ул. Чекистов, ул. Радужная, ул. Родниковая, ул. Зелёная, ул. Школьная и другие) и посёлок ГЭС 50-70-х годов [остатки вошедшего в состав села Коржево на рубеже 19-20-го века болгаро-молдавского поселения Крицести, уцелевшие после затопления низа села сооружённым в 1955 году Дубоссарским водохранилищем] (ул. Сергея Лазо; ул. Днестровская, западная часть ул. Колхозной, западная часть ул. Пролетарской, ул. Маяковского, ул. Матросова и другие)
2) выше коржевского оврага — микрорайон Второй Участок (ул. Энергетиков; восточная часть ул. Колхозной, восточная часть ул. Пролетарской, ул. Колодезная, ул. Малиновского, ул. Мургу и другие) и коттеджный посёлок строителей ГЭС Весенний (ул. Весенняя, ул. Вишнёвая, ул. Цветочная, ул. Молдовы, ул. Солтыса, ул. Победы и другие)
Центральные улицы микрорайона Коржево г.Дубоссары с сообщением городского общественного транспорта ПМР (с востока на запад): ул. Энергетиков, ул. Колхозная, ул. Сергея Лазо, ул. Набережная.

## История
Впервые село было упомянуто в документах 1792 года, но в 1667 г. на карте Польши (выпущена в Лондоне), обозначено села Белакев на месте современного Коржево. Храмовый праздник в микрорайоне Коржево г.Дубоссары (ПМР).
На первых порах, вслед за присоединением от Порты, Лунга-Магала-Крицести-Коржево, в качестве предместий, рассматривались как одна с Городом административно-хозяйственная единица, причем Лунга обозначалась в бумагах ратуши как "и при турках внутри города состоящая"
В начале XX века село насчитывало 245 дворов и 1348 жителей, в 1949 году — 1648 жителей. Решением Верховного Совета МССР от 27.11.1951 село Коржево вошло в состав пгт Дубоссары в качестве микрорайона, так как на его территории началось строительство в 1950 году Дубоссарской ГЭС.
В 1990 году, перед началом Приднестровского конфликта, город Дубоссары вошёл в состав ПМР. Однако, самовольным, в нарушении Закона МССР о местном самоуправлении, не спросив мнение жителей г. Дубоссары на местном Референдуме, постановлением парламента Республики Молдова от 10.09.1991 на частично подконтрольных Молдавии (на 10-30 %) территориях были «восстановлены» административно сёла Магала и Коржево.
Руководство Приднестровской Молдавской Республики, контролирующей город Дубоссары (в том числе микрорайон Коржево) население Коржево не признаёт сельский статус частей города Дубоссары и по-прежнему считает всю территорию г. Дубоссары — городом. Местные жители микрорайонов Магала и Коржево продолжают считать себя дубоссарцами-приднестровцами.
Коржево номинально считается Молдовой так называемым отдельным селом, якобы подконтрольным администрации (в изгнании) района Дубэсарь Молдовы. Коржево, наряду с так называемым «селом» Магала входит в состав так называемой коммуны Коржова, однако жителям микрорайона Коржево г. Дубоссары известно о назначенных властях над ними из Молдовы, но не видно никаких их (хотя бы декларативных) действий. Реально с. Коржево не существует с 1951 года, с момента его вхождения в состав пгт Дубоссары, а также с учётом сформировавшейся с советских времён городской инфраструктурой микрорайона.

## Население и инфраструктура
По данным переписи населения 2004 года, Коржево насчитывает 2055 человек.

## Экономика

### Свободно-экономическая зона ПМР «Коржево»
С 11 марта 2014 г. на территории микрорайона Коржево г.Дубоссары действует свободно-экономическая зона ПМР «Коржево».
ПСЭЗ «Коржево» создана в целях обеспечения условий для занятости населения, для развития экспортно-ориентированных и импорто-замещающих производств, основанных на новых технологиях,
на основании Постановления Правительства ПМР от 11.03.14 года № 72 «Об утверждении Положения о порядке регистрации юридического лица в качестве резидента производственной экономической зоны на территории приоритетного развития и единой формы Реестра резидентов производственной свободной экономической зоны».
Для резидентов ПСЭЗ «Коржево» устанавливаются 100 % освобождение от уплаты налога на доходы и от уплаты земельного налога. В качестве резидента ПСЭЗ «Коржево» могут регистрироваться только юридические лица ПМР в границах созданной ПСЭЗ.

### Основные налогоплательщики микрорайона Коржево в бюджет городаДубоссары
На территории ПСЭЗ «Коржево» г. Дубоссары находятся предприятия, подчиняющиеся ПМР:
1. ГУП Дубоссарская ГЭС[37], которая была введена в эксплуатацию в 1955 году. 25.06.2015 года по поводу юбилейной даты было проведено торжественное собрание, которое прошло в Городском доме культуры микрорайона Коржево под патронажем заместителя председателя Правительства ПМР по вопросам регионального развития, транспорта и связи — министра регионального развития, транспорта и связи Василия Власова[38].
2. Ремонтно-строительное предприятие «МАРСО»[39],
3. Дубоссарская районная ветеринарная лаборатория[40]
4. Скотный базар города Дубоссары и парники,
5. Озёрная станция ГУ ГС «Республиканский гидрометеоцентр» (метеостанция) ПМР[41].

Промышленные предприятия микрорайона Коржево, простаивающие после вооруженного конфликта 1992 года:
1. СООО «Корунд-Асто»[42] (склады используются для нужд Дубоссарской ГЭС),

1. Нефтебаза города Дубоссары (админ.здания верхней территории нефтебазы используется под зоопарк)

1. Завод железобетонных изделий (ЖБИ-9)

### Коммунальнаяинфраструктура
Представителем главы Дубоссарской госадминистрации ПМР в микрорайоне Коржево является местный житель Михаил Кожухарь. В Горсовете г.Дубоссары курирует вопросы развития микрорайона Коржево (полностью подключённого к системам газоснабжения, теплоснабжения и водоснабжения ПМР наравне с другими городскими кварталами г.Дубоссары) представитель Дубоссарской государственной администрации Ольга Золоткова.
В микрорайоне Коржево приднестровская администрация продолжает в 2015-м году ремонт детского садика «Ласточка». В 2012—2014 годах проведены капитальные ремонты теплотрассы и водопровода, ведущих к детскому садику, а также были для его нужд приобретены современные половые покрытия и ковры, при этом ясельные группы и пищеблок были обеспечены круглогодичной горячей водой. По состоянию на 2015 год детский садик «Ласточка» посещает 66 детей жителей микрорайона Коржево.

## Социальная сфера

### Государственные, образовательные и спортивные учреждения ПМР
В микрорайоне Коржево находятся учреждения города Дубоссары, ПМР: 
1. Управление статистики г. Дубоссары и Дубоссарского района[46]
2. Дубоссарский многопрофильный профессиональный (политехнический) лицей[47]
3. СДЮСШОР гребли г. Дубоссары и гребная база «Трудовые резервы»[48],
4. Оздоровительный комплекс «Лазурный берег»[49]
5. Отель «Жемчужина»[50]
6. Зоопарк (единственный на территории ПМР)[51]
7. Детский сад «Ласточка»
8. Площадка для автомобильных родео и ралли.

### Дубоссарский городской дом культуры
В Дубоссарском городском доме культуры (территориально расположен в центре микрорайона Коржево г. Дубоссары, напротив коржевской церкви) действуют зрительный зал торжеств, работают коллективы народного творчества всех национальных групп микрорайонов Коржево и Магала, отделения кружков ДДЮТ (Дом детско-юношеского творчества) г. Дубоссары, библиотека микрорайона Коржево г. Дубоссары ПМР. 

В микрорайоне Коржево г. Дубоссары действуют: 
1. коллективы декоративно-прикладного творчества «Артемида» и «Волшебные нитки», известные за пределами ПМР,
2. оркестр молдавских народных инструментов ПМР «Дойна Ниструлуй», народный коллектив украинской песни и пляски «Чорнобривцы», вокальной группа «Гармония», детский музыкальный коллектив «Барбарики»,
3. коллектив «Ажур» (вязание), коллектив «Ренессанс» (дизайн костюмов, дефиле),
4. клуб участников приднестровской войны «Боевые друзья»,
5. театр кукол «Сказка», фольклорный коллектив «Зореле» (обычаи и традиции молдавского фольклора) и многие другие коллективы народного творчества ПМР[52].

В Городском доме культуры, территориально расположенном в микрорайоне Коржево, регулярно проводятся приднестровские праздничные мероприятия, работают детские кружки и взрослые коллективы художественной самодеятельности. Здесь же размещены:
- библиотека (её книжный фонд составляет более 22 тыс. экземпляров)
- сберкасса (осуществляется приём платежей за коммунальные услуги) и обменный пункт валют[45].

### СДЮСШОР гребли г. Дубоссары, гребная база «Трудовые резервы»
Специализированная детско-юношеская спортивная школа Олимпийского резерва гребли г. Дубоссары расположена в микрорайоне Коржево (ул. Набережная, 3). С 1955 г. функционирует секция гребли на байдарках и каноэ в МССР (в Дубоссарах начинает работу первая гребная база «Тополя-3»), и начинается, предусмотренное по плану запуска Дубоссарской ГЭС в 1951—1955 г. строительство полноценной гребной базы олимпийского резерва на Дубоссарском водохранилище «Трудовые резервы» в микрорайоне Коржево г. Дубоссары. С 1958 г. сдаётся в полноценную эксплуатацию весь комплекс гребной базы «Трудовые резервы» в г. Дубоссары], и она становится центром подготовки сборной команды МССР.
Лучшие воспитанники: победители и призёры чемпионатов мира, Европы, олимпиад, первенств СССР. В СДЮСШОР тренировались: ЗМС СССР Матвеев, Дмитрий Павлович и Филатов, Юрий Николаевич, а также два почетных МС СССР, 15 МС международного класса и около 100 МС СССР.

## Известные личности
- Марков, Никита Афанасьевич (1903—1941) — молдавский советский писатель, один из зачинателей молдавской советской литературы. Родился в 1903 году в с. Коржево (ныне микрорайон Коржево г. Дубоссары), где и жил до 1926 года. В 1920—1925 руководил Дубоссарским Домом культуры, затем председатель Дубоссарского совета народных депутатов МАССР. После окончания партийной школы в г. Балта написал и издал первые романы в молдавской советской литературе («Партия зовет», 1935; «Клад», 1936). Репрессирован в 1937 году[53].
- Мошняга, Тимофей Васильевич (1932—2014) — министр здравоохранения Республики Молдова (1994—1997), народный депутат СССР (1989—1991), Народный врач СССР, кавалер ордена Республики. Родился и окончил начальную школу в Коржево.
- Воронин, Владимир Николаевич (род. 25 мая 1941) — президент Республики Молдова (2001—2009), уроженец села Коржево, ныне его родительский дом находится в составе микрорайона Магала г. Дубоссары, ПМР.
- Матвеев, Дмитрий Павлович (род. 2 мая 1944) — советский гребец-байдарочник, выступал за сборную СССР во второй половине 1960-х годов. С 1951 по 1958 жил и тренировался в г. Дубоссары[48], где и прошло его детство в микрорайоне Второй участок строителей ГЭС на Коржево.
- Малай-Добровольская, Мария Ивановна (15.07.1914 — 1982) — звеньевая колхоза «13 лет Октября» Дубоссарского района Молдавской ССР. Герой Социалистического Труда (09.03.1949)[54].
- Мицул, Анастасия Ивановна (1923 — ?) — звеньевая колхоза «13 лет Октября» Дубоссарского района Молдавской ССР. Герой Социалистического Труда (09.03.1949)[54].